# シュライバーサイト
シュライバーサイト（schreibersite）は鉱物の一種。化学組成は (Fe, Ni)3P、結晶系は正方晶系。鉄隕石中のこの鉱物について最初に記述した人物の一人であるオーストリア人博物学者のカール・フランツ・リッター・フォン・シュライバースに因んで名付けられた。

## 産出地
地上で見つかるものはほとんどが鉄隕石による起源のもので、地表や地殻では滅多に生成しない。スロバキアで発見されたマグラ隕石、ロシア東部で発見されたシホテアリニ隕石で見つかった他、月面等でも見つかっている。

## 性質・特徴
化学組成が、鉄とニッケルのリン化物という珍しい鉱物である。完全な001劈開を持ち、色は銅色、真鍮色から銀白色まで様々である。密度は7.5、硬度は6.5から7である。金属光沢と濃灰色の条痕を持ち、不透明である。

## トピックス
アリゾナ大学における研究では、シュライバーサイトやその他のリンを含む隕石鉱物は、地球上の生命にとって重要なリンの究極的な起源であった可能性を示している。
2021年、エール大学の研究チームは、落雷により、ある種の粘土質土壌内に生じるシュライバーサイトに着目した研究を発表。落雷によって生成されたリンの量は年間0.11-11トンに上った可能性を指摘した。